# 奥尔贾泰-卡尔科-布里维奥站
奥尔贾泰-卡尔科-布里维奥站（義大利語：Stazione di Olgiate-Calco-Brivio）是意大利倫巴第萊科省奧爾賈泰莫爾戈拉，屬於萊科－米蘭鐵路的一座铁路车站。车站服务于周边的卡尔科、布里维奥和奥尔贾泰莫尔戈拉市镇。
奥尔贾泰-卡尔科-布里维奥站是米兰城郊铁路网S8线的车站，由伦巴第铁路公司北方列車管理。.